# Kopuła Warszawy

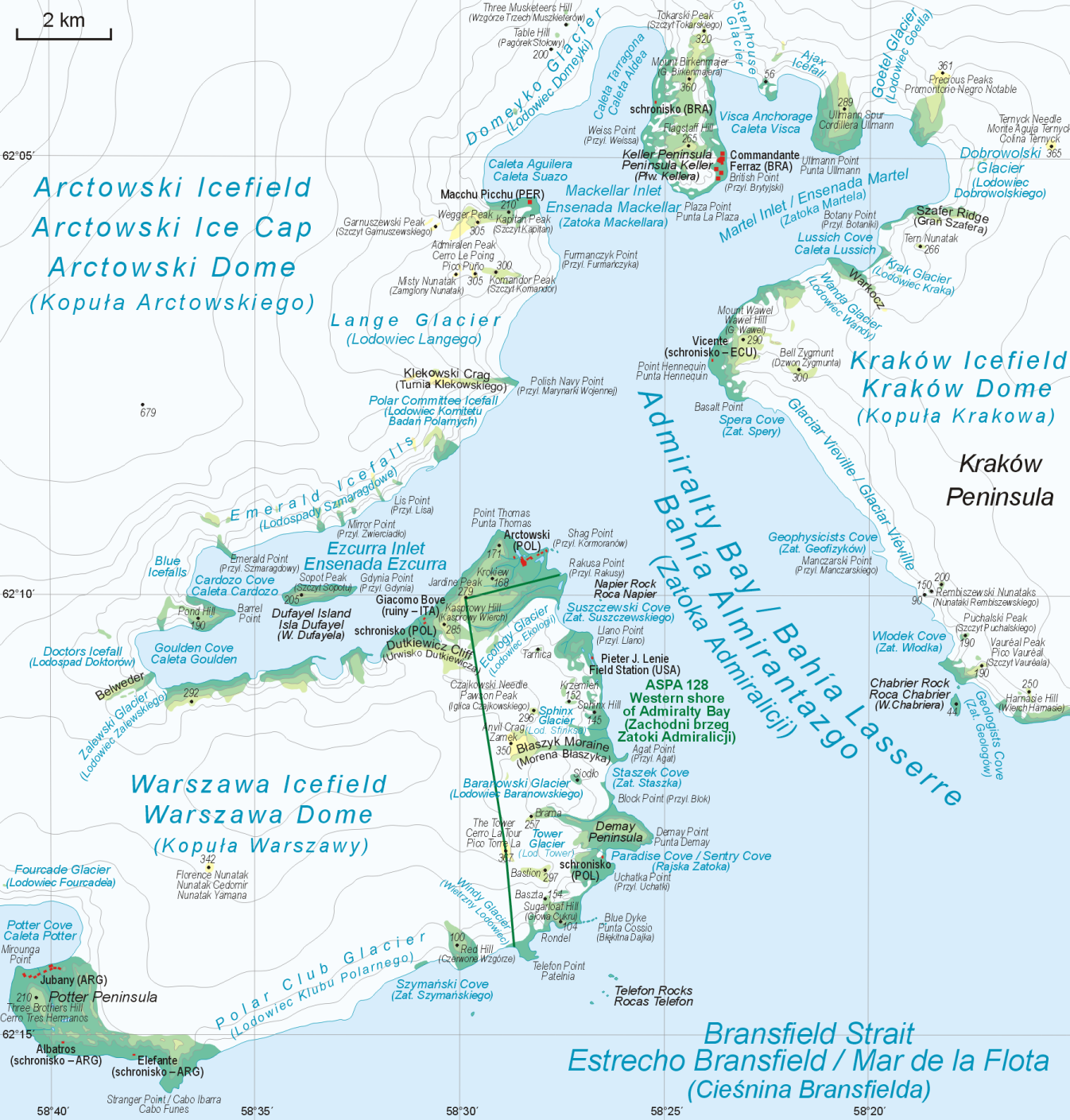
Położenie Kopuły Warszawy na mapie Zatoki Admiralicji

Kopuła Warszawy (ang. Warszawa Icefield a. Warszawa Dome) – lodowiec na Wyspie Króla Jerzego, na półwyspie Potter Peninsula na zachód od Zatoki Admiralicji, naprzeciw Kopuły Krakowa. Lodowiec pokrywa półwysep niemal w całości i rozciąga się od nasady półwyspu Demay Peninsula po wybrzeża Zatoki Maxwella (na zewnętrznych krańcach jego przedłużeniem są jednak mniejsze lodowce – m.in. Lodowiec Ekologii, Lodowiec Sfinksa, Lodowiec Baranowskiego, Lodospad Dery, Lodowiec Zalewskiego, Lodowiec Fourcade'a i Lodowiec Klubu Polarnego). Po jego wschodniej stronie leży Polska Stacja Antarktyczna im. Henryka Arctowskiego i amerykańska Pieter Lenie Station. Po przeciwnej, południowo-zachodniej stronie lodowca leży argentyńska stacja Jubany. Od samego lodowca stacje te oddzielone są jednak szeregiem klifów i wzniesień. 
U swojej nasady Kopuła Warszawy łączy się z Kopułą Arctowskiego.